# Dot Com (album)
Dot Com – kompilacja utworów awangardowej grupy The Residents wydana w limitowanej liczbie 1200 sztuk w 2000 roku. Zawartość albumu stanowi kolekcja utworów z historii zespołu nagranych w okresie od 1969 do 2000 roku publikowanych wcześniej jedynie w postaci darmowych mp3 dostępnych przez krótki czas do ściągnięcia ze strony internetowej należącej do wytwórni Ralph Records. Wyjątkiem jest utwór dziewiąty zatytułowany Walter Westinghouse, który przed wydaniem albumu nie był nigdy opublikowany na żadnym innym wydawnictwie ani stronie. 

## Lista utworów
1. „The Sour Song” – 2:44
2. „1999” – 4:46
3. „Ninth Rain” – 3:14
4. „Wanda the Worm Woman” – 4:54
5. „Conceiving Ada” – 3:46
6. „Paint It Black” – 2:59
7. „Hunters Opening Titles” – 1:24
8. „Eskimo Opera Proposal Excerpt” – 5:26
9. „Walter Westinghouse (Live at the Fillmore '98)” – 6:24
10. „I Murdered Mommy” – 4:11
11. „I Hear Ya Got Religion” – 2:47
12. „Santa Dog (Gamelan)” – 5:16
13. „Fire 99 – Santa Dog 2nd Millennium” – 9:52